# Vesióloye (Krasnodar)
Vesióloye (del ruso: Весёлое) es un seló del distrito de Ádler de la unidad municipal de la ciudad-balneario de Sochi, en el krai de Krasnodar de Rusia, en el sur del país (Cáucaso occidental). Está situado en las colinas de la orilla derecha del curso inferior del río Psou, que hace de frontera entre Rusia y Abjasia/Georgia, 29 km al sureste de Sochi y 198 km al sureste de Krasnodar. Tenía 4 140 habitantes en 2010.
Pertenece al municipio Nizhneshílovskoye. 

## Demografía
| 2002 | 2010 |
| ---- | ---- |
| 4134 | 4140 |

### Composición étnica
De los 4.134 habitantes que tenía en 2002, el 50.7 % era de etnia armenia, el 40.2 % era de etnia rusa, el 2.1 % era de etnia georgiana, el 1.8 % de etnia ucraniana, el 0.4 % era de etnia tártara, el 0.4 % era de etnia abjasia, el 0.4 % era de etnia gitana, el 0.2 % era de etnia bielorrusa, el 0.2 % era de etnia adigué, el 0.1 % era de etnia azerí y el 0.1 % era de etnia alemana.

## Instituciones científicas
En la localidad tiene su sede el Instituto Médico de Investigación Científica de Primatología.

## Transporte
En la localidad finaliza la carretera federal M27 y hay una estación del ferrocarril del Cáucaso Norte. Junto al puente sobre el río Psou se halla el punto de control fronterizo ruso Psou en la frontera con Abjasia.